# Atletica leggera ai Giochi della XXVII Olimpiade - Lancio del martello femminile

Video della Finale (K. Skolimowska, 3º lancio)

Video della Finale (K. Skolimowska, 5º lancio)

Il lancio del martello ha fatto parte del programma di atletica leggera femminile ai Giochi della XXVII Olimpiade. La competizione si è svolta nei giorni 27-29 settembre 2000 allo Stadio Olimpico di Sydney.

## Presenze ed assenze delle campionesse in carica
| Competizione        | Atleta                      | Prestazione                 | Sydney 2000                 |                             |
| ------------------- | --------------------------- | --------------------------- | --------------------------- | --------------------------- |
| Olimpiadi 1996      | Prima apparizione ai Giochi | Prima apparizione ai Giochi | Prima apparizione ai Giochi | Prima apparizione ai Giochi |
| Goodwill Games 1998 | Mihaela Melinte             | 72,64 m                     | Squalif.                    |                             |
| Europei 1998        | Mihaela Melinte             | 71,17 m                     | Squalif.                    |                             |
| Panamericani 1999   | Dawn Ellerbe                | 65,36 m                     | Presente                    |                             |
| Mondiali 1999       | Mihaela Melinte             | 75,20 m                     | Squalif.                    |                             |

## La gara
È l'esordio olimpico della specialità. La chiara favorita è Ol'ga Kuzenkova.
Dopo il primo turno di finale guida la classifica l'australiana Deborah Sosimenko con 67,95. Al terzo turno Kamila Skolimowska scaglia l'attrezzo a 71,16, sorprendendo tutti: l'atleta è ancora una junior ed è al suo primo appuntamento di livello internazionale. Il suo è il nuovo record mondiale juniores.
La Kuzenkova risponde con 69,64, issandosi al secondo posto; nel turno successivo si migliora a 69,77, ma non basta. Gli ultimi due lanci sono nulli, così si deve accontentare della piazza d'onore.
All'età di 17 anni e 331 giorni, Kamila Skolimowska è la più giovane campionessa olimpica degli ultimi 28 anni, avvicinando il record assoluto di Ulrike Meyfarth, olimpionica di salto in alto ai Giochi di Monaco 1972, all'età di 16 anni.

## Risultati

### Turno eliminatorio
Qualificazione65,50 m
Raggiungono la misura solo in 4. Ad esse vengono aggiunti gli 8 migliori lanci.

La miglior misura è di Ol'ga Kuzenkova (70,60).
Fallisce la qualificazione Manuela Montebrun, numero 3 nelle liste stagionali.

### Finale
Stadio Olimpico, venerdì 29 settembre, ore 18:00.
| Pos | Paese       | Atleta             | Tempo   |
| --- | ----------- | ------------------ | ------- |
|     | Polonia     | Kamila Skolimowska | 71,16 m |
|     | Russia      | Ol'ga Kuzenkova    | 69,77 m |
|     | Germania    | Kirsten Münchow    | 69,28 m |
| 4   | Cuba        | Yipsi Moreno       | 68,33 m |
| 5   | Australia   | Deborah Sosimenko  | 67,95 m |
| 6   | Bielorussia | Ludmila Gubkina    | 67,08 m |
| 7   | Stati Uniti | Dawn Ellerbe       | 66,80 m |
| 8   | Stati Uniti | Erica Palmer       | 66,15 m |